# Kasungu
Kasungu es la ciudad capital del Distrito de Kasungu, en la Región Central de Malaui.
Según estimaciones de 2008 es la quinta ciudad del país por población con 59.696 habitantes.
Se encuentra 130 km al noroeste de Lilongüe, capital del país y 35 al este del parque nacional Kasungu. La principal industria es la plantación y manufactura de tabaco.

## Curiosidades
El primer presidente de Malawi, Hastings Banda nació en una granja de esta localidad.

## Geografía
Kasungu se encuentra en el centro del país a una altitud de 1.342 metros y posee un clima tropical templado y una estación lluviosa desde noviembre/diciembre hasta marzo/abril La estación seca dura de mayo a octubre, así que la localidad recibe entre 500 y 1.200 mm de agua al año.

## Demografía
| Año         | Habitantes |
| ----------- | ---------- |
| 1987        | 11.591     |
| 1998        | 26.137     |
| 2008 (est.) | 59.696     |

## Idioma
El idioma más hablado en la ciudad es el chichewa.

## Transporte y comunicaciones
Kasungu se sirve de buses y minibuses para viajar a Lilongüe y Mzuzu En junio de 2008, la compañía Central East Africa Railways anunció un plan para extender la vía de ferrocarril desde Lilongüe hasta Kasungu.

## Equipamientos
Hay hostales, bares, restaurantes, supermercado y una gasolinera. En junio de 2008, un corte en el suministro provocó un gran incremento de la venta de fuel en el mercado negro. Desde mayo de 2006 existe una sucursal bancaria.

## Servicios de emergencia
Kasungu cuenta con una comisaría, así como con un hospital de 179 camas, que cubre su distrito; suele estar saturado y carece de personal de enfermería suficiente así como de medicinas antirretrovirales El hospital cuenta con 13 camas en pediatría aunque puede acoger hasta 100 sobre el suelo. UNICEF-Hamburgo ha enviado 6.000 dólares para formar en ciencias de la salud a trabajadores de este hospital.

## Tierras y economía local
La tierra de Kasungu carece de agua y nutrientes y es principalmente arenosa, además sufre debido a la deforestación de su entorno. Según un jefe tribal en 2004, más de 250.000 personas en Kasungu carecen de tierra propia, siendo el tabaco el único cultivo conocido, por lo que el área es conocida como el corazón del tabao por la agencia de noticias Xinhua. La apertura del Kasungu National Park en 1970 ha incrementado el turismo en el área. Debido a la pobreza, los habitantes de Kasungu viven en casas de autoconstrucción hechas de ladrillos de cemento con techo de paja o láminas onduladas. Según AllAfrica, Kasungu es un punto caliente del trabajo infantil